# Ceroplastes gigas
Ceroplastes gigas är en insektsart som beskrevs av Cockerell 1914. Ceroplastes gigas ingår i släktet Ceroplastes och familjen skålsköldlöss.
Artens utbredningsområde är Filippinerna. Inga underarter finns listade i Catalogue of Life.